# Donald Unger
Donald Sebastian Unger (Montreux, Vaud kanton, 1894. március 18. – Concord, USA, 1943. június 30.) svájci jégkorongozó, olimpikon.

## Sportpályafutása
Az 1924. évi téli olimpiai játékokon a svájci válogatottal játszott a jégkorongtornán. Első mérkőzésükön a svédek ellen kikaptak 9–0-ra. Ezután a kanadaiaktól egy megsemmisítő 33–0-s vereség jött, majd az utolsó csoportmérkőzésen a csehszlovákoktól is kikaptak 11–2-re. Az utolsó, 8. helyen végeztek. Mind a 3 mérkőzésen játszott, és 1 gólt ütött.
A svájci EHC St. Moritz volt a klubcsapat.